# Người Do Thái, dân được Chúa chọn

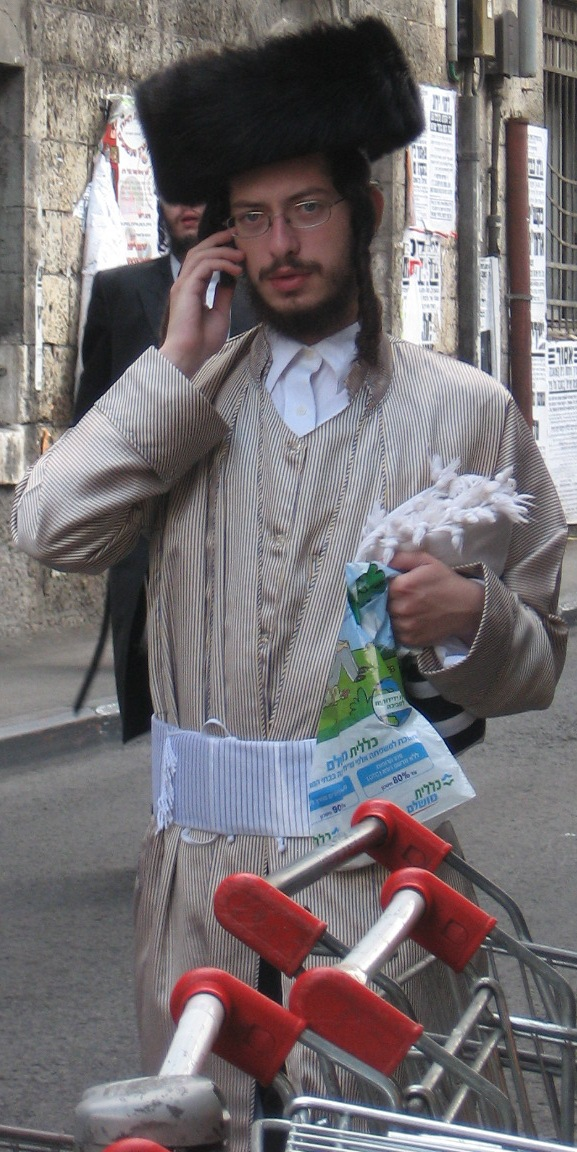
Một người Do Thái truyền thống sùng đạo

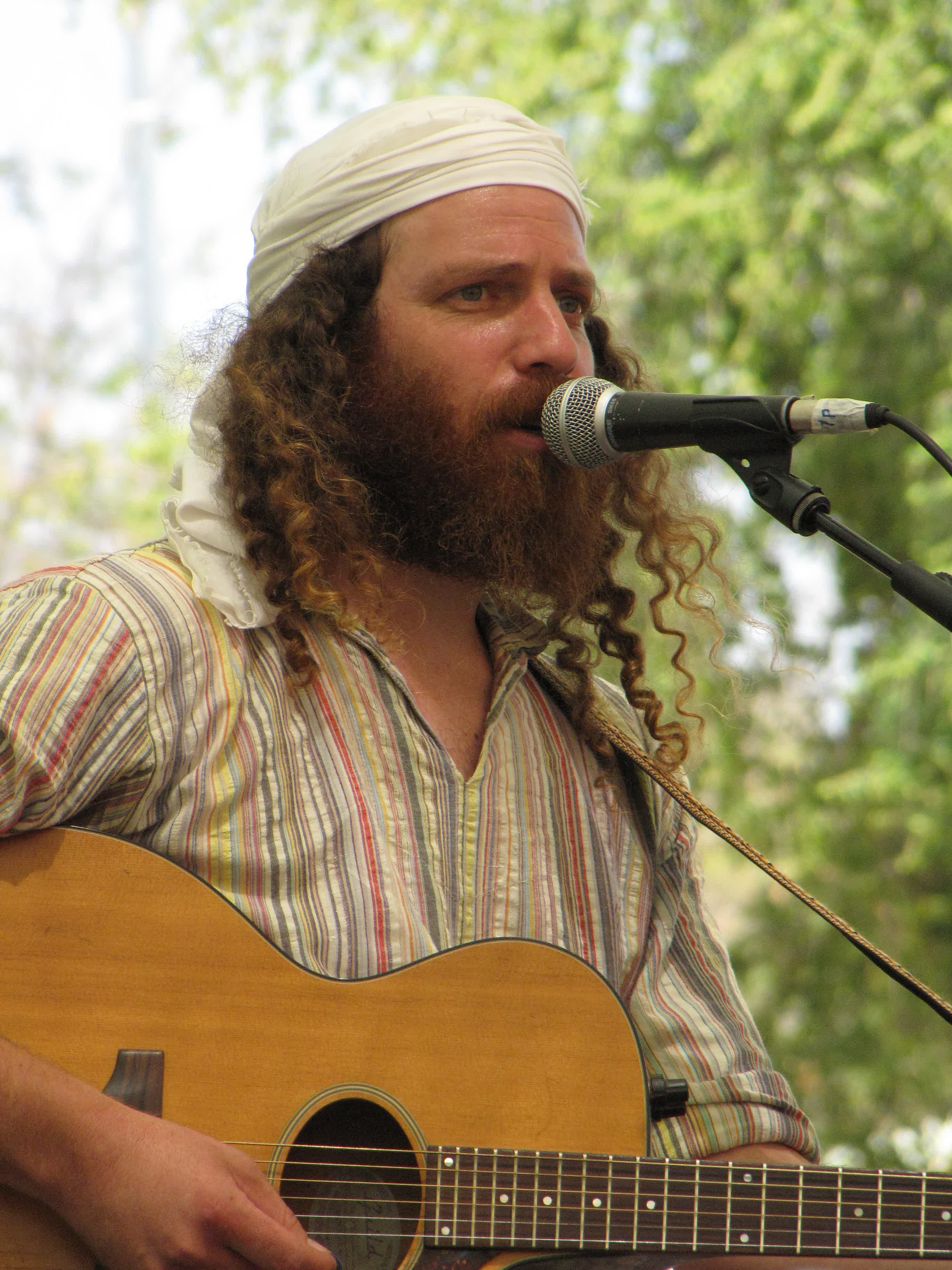
Một ca sĩ người Do Thái

Người Do Thái, dân được Chúa chọn hoặc Người Do Thái, dân tuyển chọn của Chúa (Tiếng Anh: Jews as the chosen people) (Tiếng Hebrew: בחירת עם ישראל) là một khái niệm tôn giáo trong đạo Do thái giáo. Khái niệm này nói về việc người Do Thái được tuyển chọn để ký kết Giao Ước với Thiên Chúa. Ý tưởng này được tìm thấy trong Kinh Thánh Torah (năm quyển sách đầu tiên trong Tanakh, bao gồm cả Kinh Thánh Kitô giáo). Do Thái giáo vẫn duy trì niềm tin rằng người Do Thái được Thiên Chúa chọn cho một mục đích nào đó.

## Các ghi chép trong Kinh Thánh
Dựa vào lời giải thích truyền thống Kinh Thánh, tính cách của Israel được làm dân tuyển chọn là vô điều kiện, điều đó đã được nói trong Sách Đệ Nhị Luật 14:2,
- Các ngươi là dân thánh, thuộc riêng về CHÚA là Thượng đế. Ngài đã chọn các ngươi từ muôn dân trên đất làm thuộc riêng về Ngài.

Kinh Thánh Torah đoạn Sách Xuất Hành 19:5 cũng có ghi chép rằng,
- Vậy bây giờ nếu các ngươi vâng theo tiếng Ta và giữ giao ước Ta, thì trong tất cả các dân, các ngươi sẽ là dân thuộc riêng về Ta, vì cả thế gian đều thuộc về Ta.

Đức Chúa Trời hứa rằng sẽ không bao giờ trao đổi người dân của Chúa với bất kỳ ai khác trong Sách Sáng Thế 17:7,
- Và ta sẽ thực hiện giao ước của Ta, giao ước giữa Ta với các ngươi và với dòng dõi của các ngươi sau này, từ thế hệ nầy qua thế hệ khác; đó là một giao ước đời đời, để Ta làm Đức Chúa Trời của ngươi và dòng dõi của các ngươi sau này.

Một số đoạn Kinh Thánh khác cũng nói về sự tuyển chọn,
Sách Xuất Hành 19:6,
- Và các ngươi sẽ thành một vương quốc Tư tế và một quốc gia thần thánh.

Sách Đệ Nhị Luật 7:7-8,
- Không phải CHÚA yêu thương và chọn lựa các ngươi vì các ngươi đông hơn các dân tộc khác đâu; các ngươi là dân tộc nhỏ bé nhất; nhưng Ngài chọn các ngươi vì Ngài yêu thương các ngươi và giữ lời Ngài hứa cùng tổ tiên của các ngươi.

Nghĩa vụ gắng nặng của dân tộc Israel đã được nhấn mạnh bởi tiên tri Amos (3:2)
- Ta đã chọn một mình ngươi từ các gia đình trên mặt đất: cho nên ta sẽ trừng phạt các ngươi vì tội lỗi của các ngươi.

## Quan điểm của các tôn giáo khác

### Hồi Giáo
Con cái Israel được hưởng một địa vị đặc biệt trong cuốn sách Hồi giáo, Kinh Koran:
 Hỡi dân Israel, hãy nhớ đến ơn của ta mà ta đã ban cho con, và ta đã làm ơn cho con trên mọi sự tạo dựng. (Qur'an 2:47). 2:122).
Tuy nhiên, các học giả Hồi giáo chỉ ra rằng tình trạng này đã không trao cho người Do Thái bất kỳ sự ưu việt chủng tộc nào, và chỉ có giá trị chừng nào mà người Do Thái vẫn duy trì giao ước của họ với Thiên Chúa,
Thật vậy, Đức Chúa Trời đã lấy đi giao ước từ Con cái Israel, và chúng ta đã chỉ định mười hai quan trưởng trong số họ. Và Đức Chúa Trời đã phán: "Ta ở với con nếu con thiết lập lời cầu nguyện và dâng hiến Zakat (tín thác bắt buộc) và tin vào những sứ giả của ta, tôn vinh và giúp đỡ họ, và cho vay với Thiên Chúa một khoản vay tốt. Quả thật, ta sẽ miễn những hình phạt về tội lỗi của con và chấp nhận con đến những khu vườn trong đó dòng sông chảy ra (ở thiên đàng). Nhưng nếu ai trong các con sau điều này, mà không tin, thì kẻ ấy đã lạc đường từ Con Đường Thẳng. " (Quran 5:12)

### Kitô giáo
Một số Kitô hữu tin rằng người Do Thái là người được Thiên Chúa chọn lựa (Deuteronomy 14:2), nhưng vì người Do Thái từ chối Chúa Jesus, các Kitô hữu lại nhận được địa vị đặc biệt đó (Romans 11:11-24). Học thuyết này được biết đến là học thuyết Supersessionism.

## Chủ nghĩa sắc tộc
Triết gia Israel Ze'ev Levy viết rằng sự tuyển chọn có thể là "(một phần) hợp lý khi chỉ ra từ góc độ lịch sử" đối với sự đóng góp tinh thần và đạo đức của nó đối với cuộc sống Do Thái qua nhiều thế kỷ, "một nhân tố mạnh mẽ của sự an ủi và niềm hy vọng". Tuy nhiên, ông chỉ ra rằng các lý thuyết nhân học hiện đại "không chỉ đơn thuần tuyên bố sự bình đẳng vốn có của mọi người như là con người, mà còn nhấn mạnh sự tương đương của tất cả các nền văn hoá khác nhau của loài người". (nhấn mạnh trong bản gốc) Ông tiếp tục rằng "không có người kém hơn và cao cấp hơn hoặc có nền văn hóa vượt trội hơn nhưng chỉ khác nhau, khác biệt, những con người." Ông kết luận rằng khái niệm về sự tuyển chọn nảy sinh ra chủ nghĩa sắc tộc "mà không liên quan gì đến tính khác biệt, nghĩa là tôn trọng sự khác biệt vô điều kiện" .
Một số người đã tuyên bố rằng khái niệm dân tộc được tuyển chọn theo chủ nghĩa Do Thái là phân biệt chủng tộc vì nó ngụ ý rằng người Do Thái vượt trội hơn những người không phải là người Do Thái. Liên đoàn Chống phỉ báng khẳng định rằng khái niệm về dân tộc được tuyển chọn trong chủ nghĩa Do Thái không liên quan gì đến tính ưu việt chủng tộc.

## Đọc xa hơn nữa
- Eisen, Arnold M. (1990). “The Rhetoric of Chosenness and the Fabrication of American Jewish Identity”.  Trong Lipset, Seymour Martin (biên tập). American pluralism and the Jewish community. Transaction Publishers. ISBN 978-0-88738-286-4.
- Daniel H. Frank biên tập (1993). A People apart: chosenness and ritual in Jewish philosophical thought. SUNY Press. ISBN 978-0-7914-1631-0. (Part 1. Chosenness)

### Phí tội phân biệt chủng tộc
- Anti-Defamation League paper on Christian Identity Lưu trữ ngày 11 tháng 10 năm 2003 tại Wayback Machine
- The Covenant, the Sword, and the Arm of the Lord - a Christian Identity movement Lưu trữ ngày 2 tháng 10 năm 2006 tại Wayback Machine
- The Real Truth About The Talmud by Rabbi Gil Student. Exposes fraudulent or distorted Talmud quotes used by antisemites
- Are the Jews the Chosen People? chabad.org
- OzTorah - Isn't it arrogant and exclusionist for Jews to regard themselves as the Chosen People?